# Stade Rudolf-Harbig
Le Rudolf-Harbig-Stadion Dresden est un stade de football situé à Dresde dans le Land de Saxe en Allemagne.
C'est le domicile du SG Dynamo Dresden qui évolue en deuxième division allemande (2. Bundesliga). Rouvert en 2009, le nouveau stade a une capacité totale de 32 066 places : 19 502 places assises, 11 055 debout (dont 2 000 pour les visiteurs) et 1 170 places VIP. Pour les matchs internationaux, la capacité est réduite à 27 190 places toutes assises.

## Histoire

### Le nouveau stade
Le nouveau stade est inauguré le 15 septembre 2009 lors d'un match amical entre le SG Dynamo Dresden et le FC Schalke 04 (1-2).

## Événements
- Coupe du monde de football féminin des moins de 20 ans 2010
- Coupe du monde de football féminin 2011

## Galerie

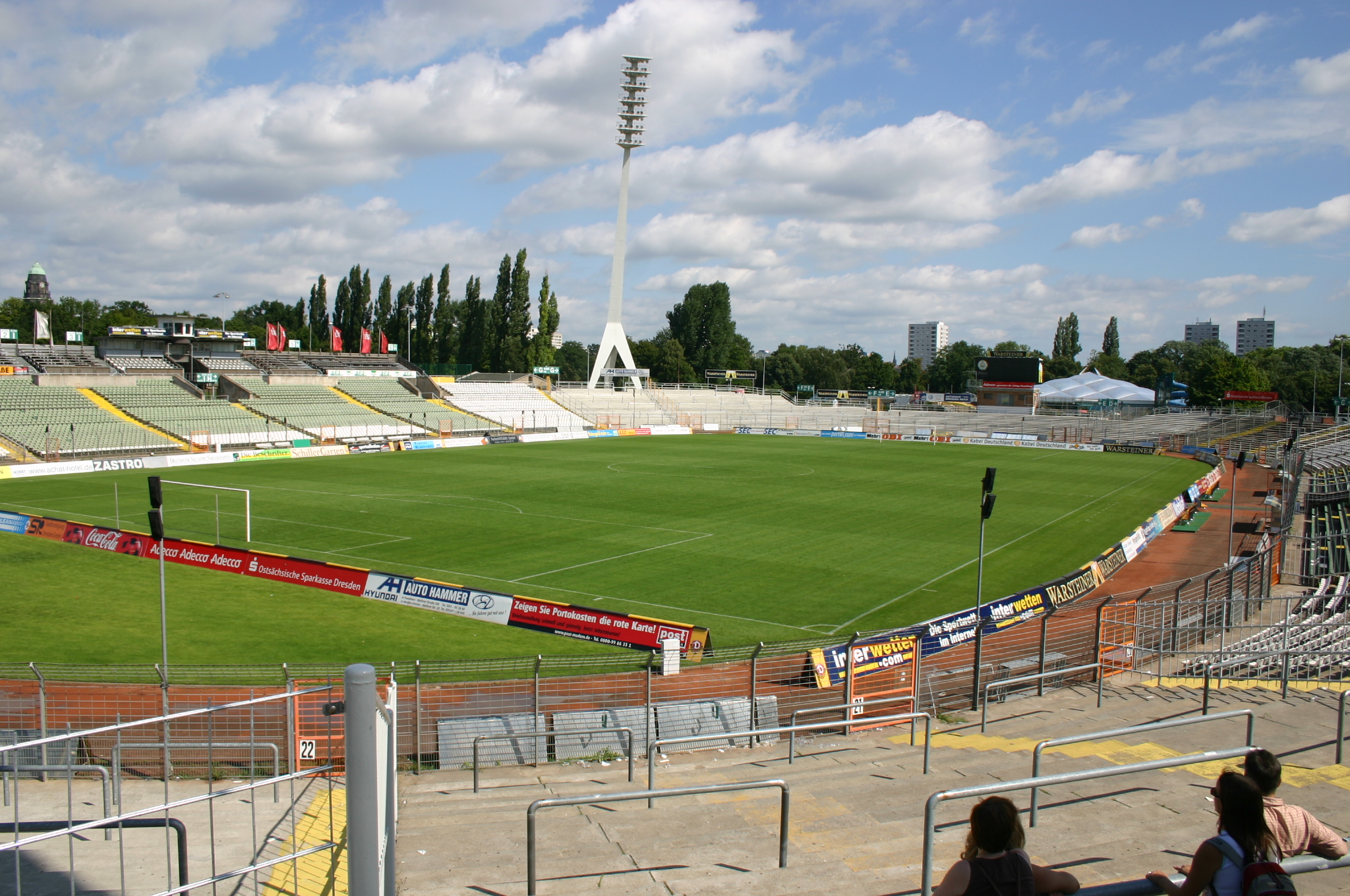
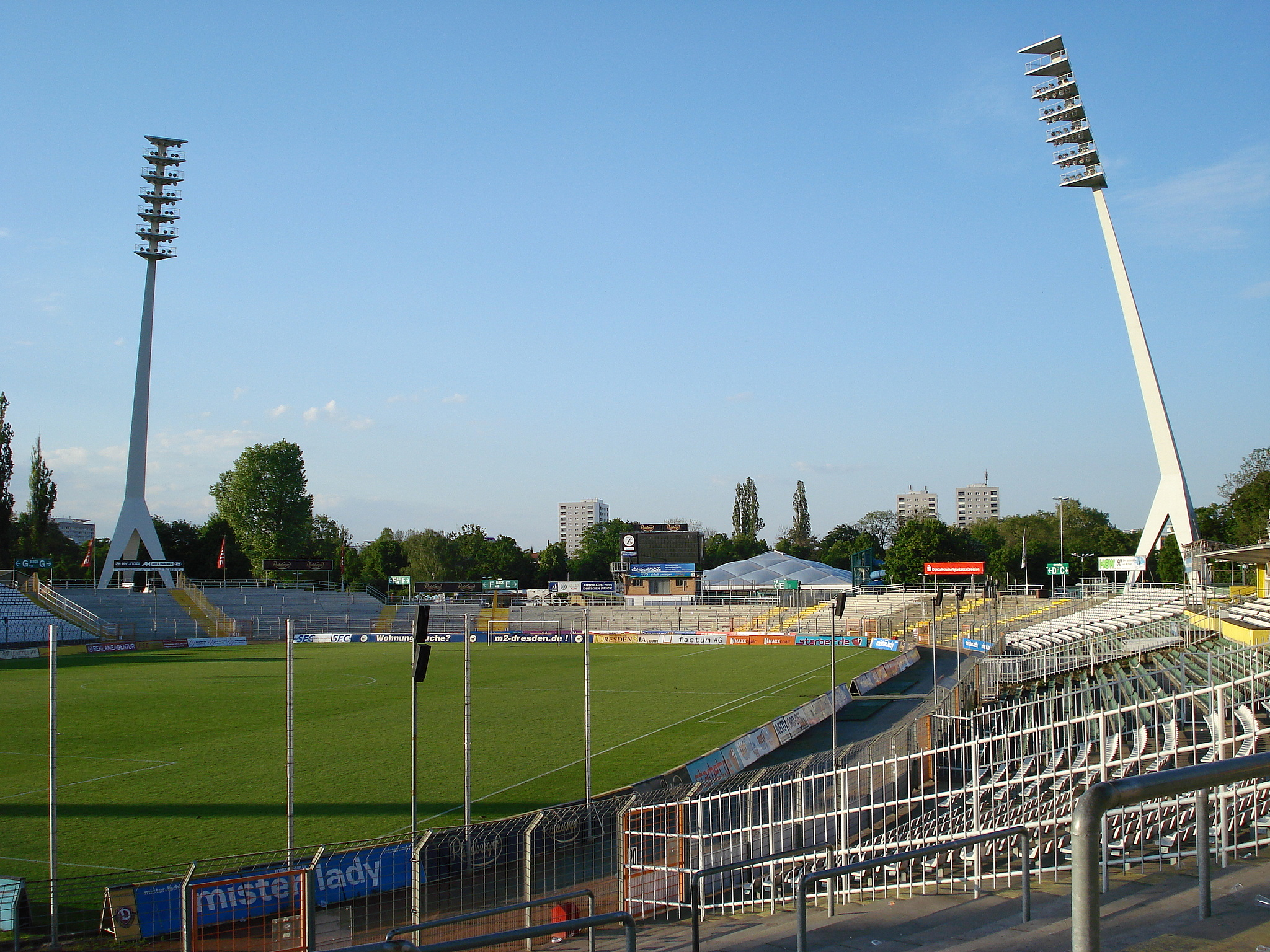
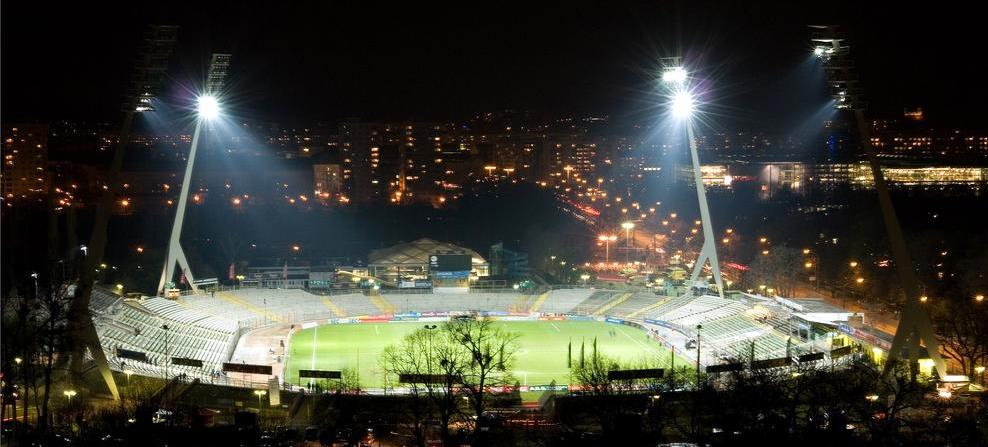
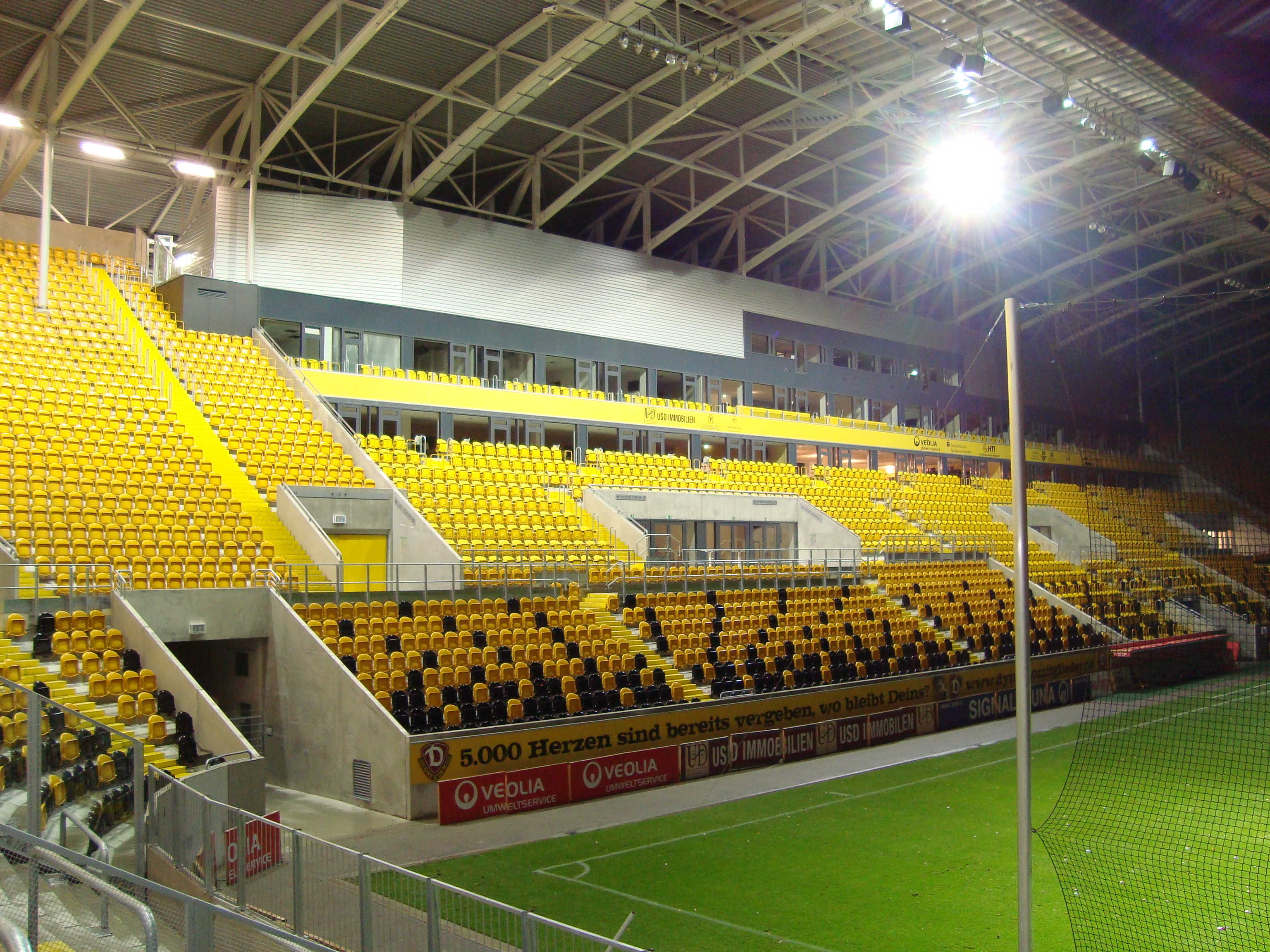
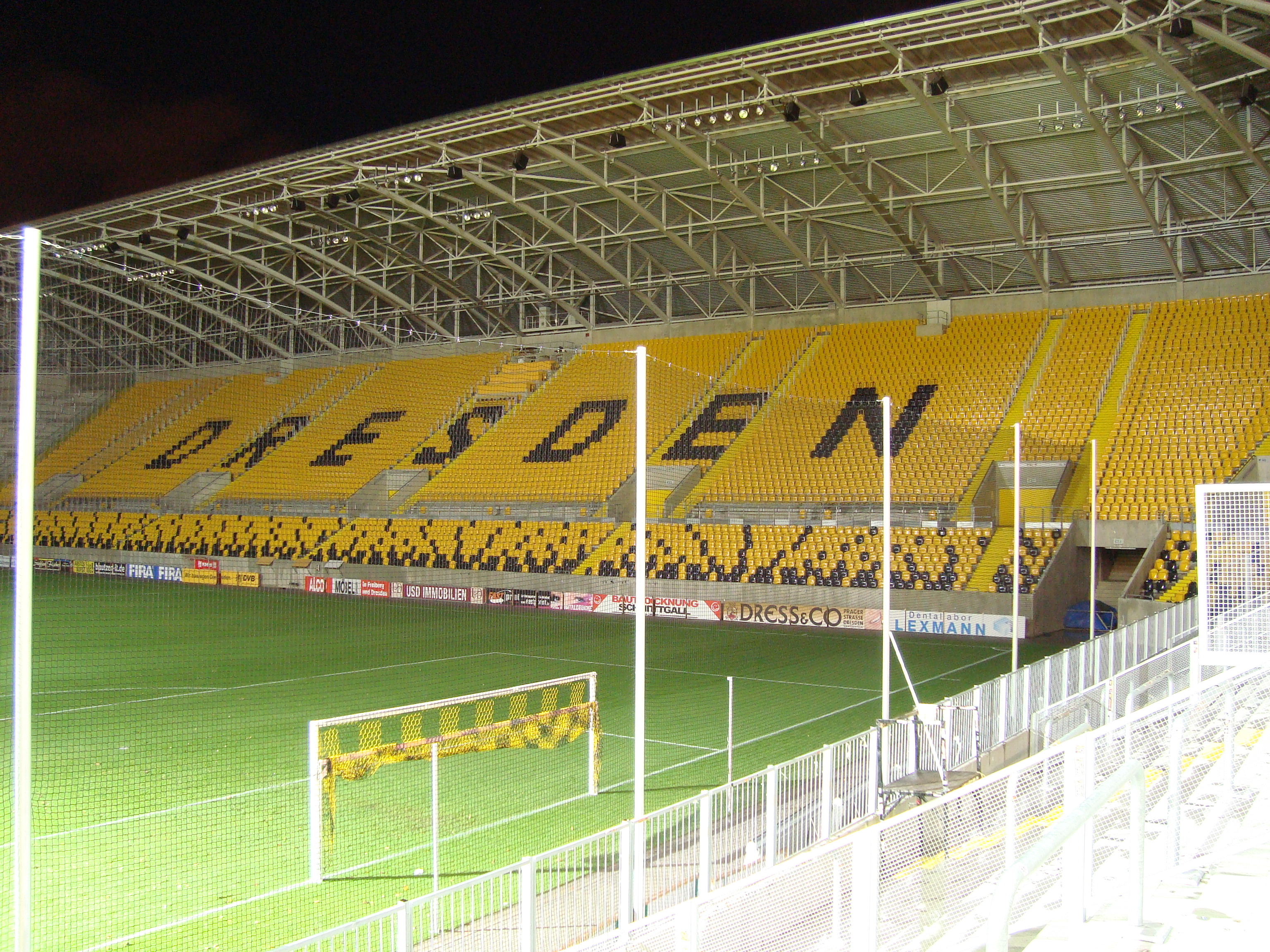
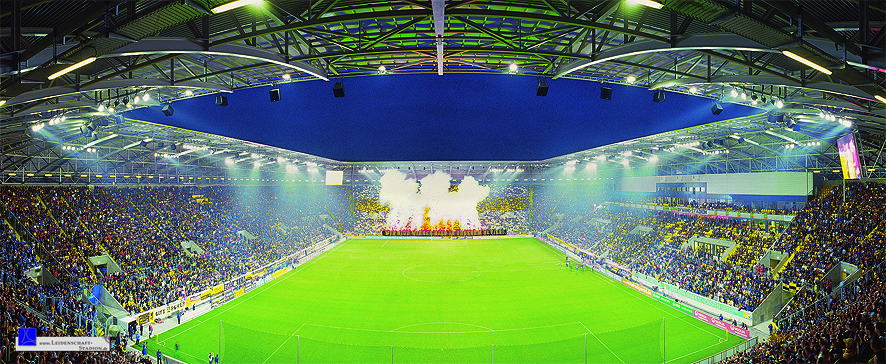
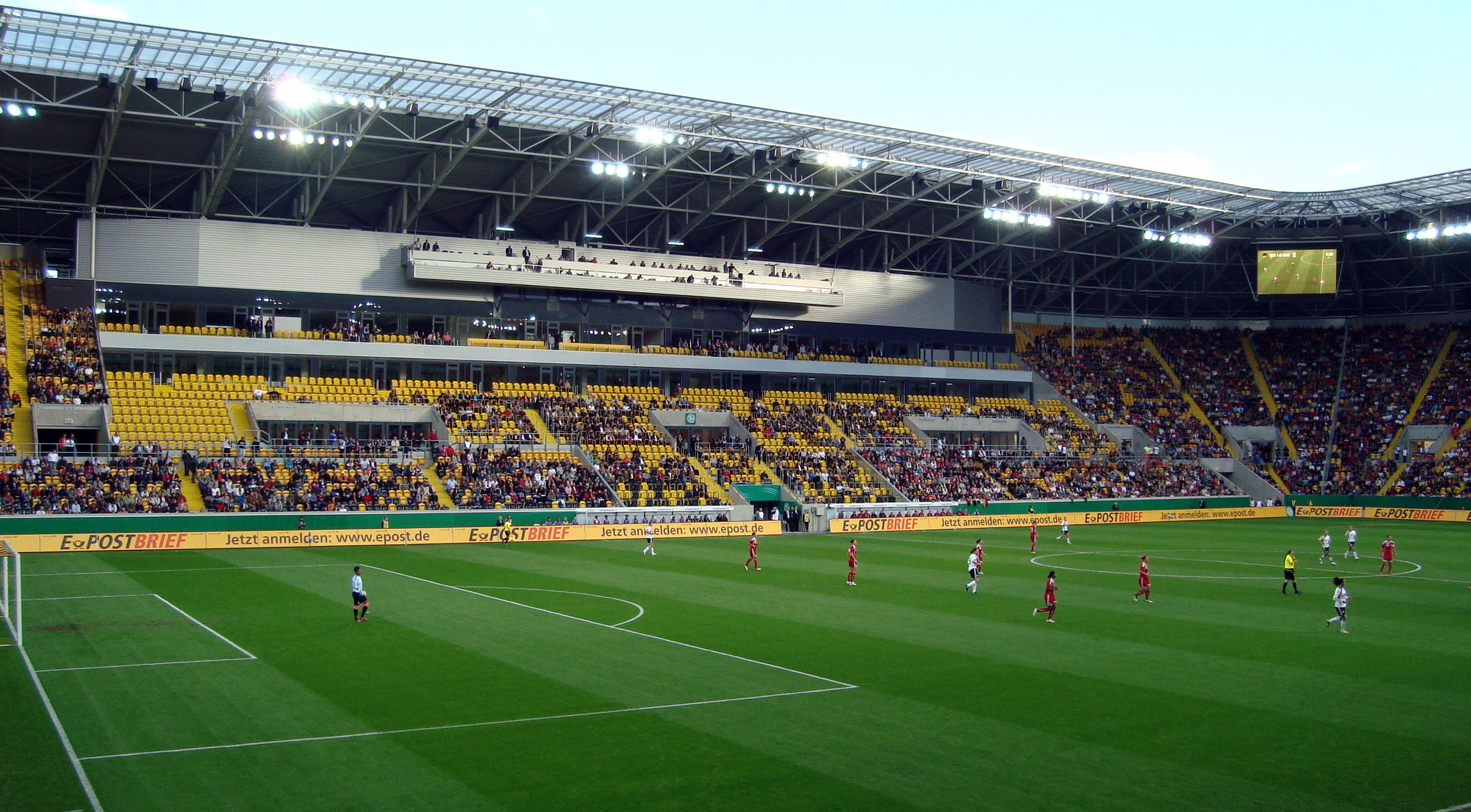
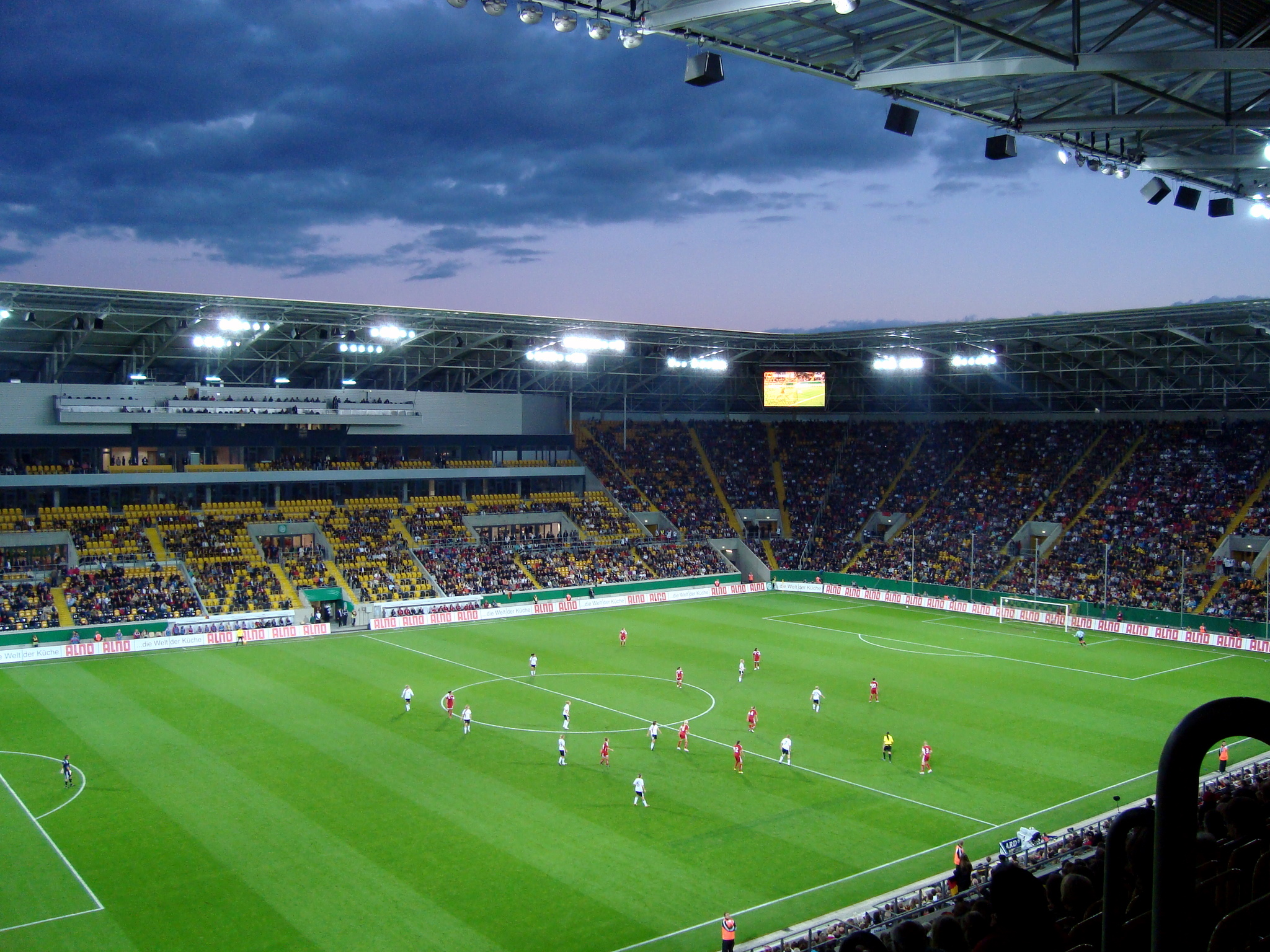